# Nguyễn Chí Dũng (chính khách)
Nguyễn Chí Dũng (sinh ngày 5 tháng 8 năm 1960) là một chính khách Việt Nam. Ông hiện là Ủy viên Ban Chấp hành Trung ương Đảng Cộng sản Việt Nam khóa XIII, Ủy viên Ban Thường vụ Đảng ủy Chính phủ, Phó Thủ tướng Chính phủ Việt Nam, và là đại biểu Quốc hội Việt Nam khóa XIV nhiệm kì 2016 – 2021, thuộc đoàn đại biểu Quốc hội tỉnh Quảng Trị. Ông nguyên là Ủy viên Ban Chấp hành Trung ương Đảng Cộng sản Việt Nam khóa XI, Bí thư Tỉnh ủy Ninh Thuận, Chủ tịch Hội đồng nhân dân tỉnh Ninh Thuận, Phó Bí thư Tỉnh ủy, Chủ tịch Ủy ban nhân dân tỉnh Ninh Thuận, Thứ trưởng Bộ Kế hoạch và Đầu tư và Bộ trưởng Bộ Kế hoạch và Đầu tư.

## Xuất thân
Ông sinh ngày 05 tháng 8 năm 1960, quê quán tại xã Mai Phụ, huyện Lộc Hà, tỉnh Hà Tĩnh. Ông hiện cư trú ở Số B4, Nam Tràng, phường Trúc Bạch, quận Ba Đình, thành phố Hà Nội.

## Giáo dục
- Giáo dục phổ thông: 10/10
- Đại học giao thông đường sắt và đường bộ chuyên ngành Máy Xây dựng.
- Tiến sĩ Quản lý Kinh tế[3]
- Cao cấp lý luận chính trị

## Sự nghiệp

### Binh nghiệp
Từ tháng 10 năm 1977 đến tháng 6 năm 1983, Nguyễn Chí Dũng là chiến sĩ Bộ Tư lệnh Công binh, sau đó là sinh viên Trường Đại học Giao thông Vận tải ở Hà Nội.
Từ tháng 10 năm 1983 đến tháng 12 năm 1984, ông làm Phó phụ trách Đại đội 11 của Tiểu đoàn 95, trực thuộc Lữ đoàn 279, Binh chủng Công binh, Quân đội nhân dân Việt Nam.
Từ tháng 12 năm 1984, ông Dũng giữ chức Trợ lý Kỹ thuật của Phòng Kỹ thuật Lữ đoàn 279, Bộ Tư lệnh Công binh.

### Công tác ở Bộ Kế hoạch và Đầu tư
Từ tháng 12 năm 1985, Nguyễn Chí Dũng chuyển ngành. Sự nghiệp chính trị của ông gắn bó hầu hết với công tác tại Bộ Kế hoạch và Đầu tư. Ông lần lượt giữ các chức vụ tại Bộ này như Phó Vụ trưởng Vụ Quản lý Dự án đầu tư nước ngoài; Phó Cục trưởng Cục phát triển doanh nghiệp nhỏ và vừa; Vụ trưởng Vụ Thương mại và Dịch vụ; Thứ trưởng.
Từ tháng 12 năm 1985 đến tháng 10 năm 1989, ông là Bộ đội biệt phái, Chuyên viên Vụ I, Bộ Giao thông Vận tải.
Ngày 30 tháng 9 năm 1987, ông gia nhập Đảng Cộng sản Việt Nam. Từ tháng 10 năm 1989 đến tháng 7 năm 1993, ông là Chuyên viên Trung tâm Thẩm định Dự án đầu tư nước ngoài, Ủy ban nhà nước về Hợp tác và Đầu tư (nay là Bộ Kế hoạch và Đầu tư). 
Từ tháng 7 năm 1993 đến tháng 10 năm 1995, ông là Chuyên viên Vụ Quản lý Dự án đầu tư nước ngoài, Ủy ban nhà nước về Hợp tác và Đầu tư (nay là Bộ Kế hoạch và Đầu tư).
Từ tháng 10 năm 1995 đến tháng 7 năm 2003, ông là Chuyên viên rồi Phó Vụ trưởng Vụ Quản lý Dự án đầu tư nước ngoài, Bộ Kế hoạch và Đầu tư. 
Từ tháng 7 năm 2003 đến tháng 7 năm 2005, ông là Phó Cục trưởng Cục Phát triển doanh nghiệp nhỏ và vừa (nay là Cục Phát triển doanh nghiệp) Bộ Kế hoạch và Đầu tư.
Từ tháng 7 năm 2005 đến tháng 8 năm 2008, ông là Vụ trưởng Vụ Thương mại và Dịch vụ (nay là Vụ Kinh tế dịch vụ), Bộ Kế hoạch và Đầu tư. 
Từ tháng 8 năm 2008 đến tháng 4 năm 2009, ông là Thứ trưởng Bộ Kế hoạch và Đầu tư.

### Công tác ở tỉnh Ninh Thuận
Đầu năm 2009, Ban Bí thư Ban Chấp hành Trung ương Đảng Cộng sản Việt Nam quyết định điều động ông tham gia vào Ban Chấp hành, Ban Thường vụ Tỉnh ủy và giữ chức Phó Bí thư Tỉnh ủy Ninh Thuận.
Từ tháng 4 năm 2009 đến tháng 5 năm 2009, ông là Phó Bí thư Tỉnh ủy tỉnh Ninh Thuận. Ngày 21 tháng 4 năm 2009, kỳ họp thứ 16 (bất thường) Hội đồng nhân dân tỉnh Ninh Thuận khóa VIII đã bầu ông giữ chức Chủ tịch Ủy ban nhân dân tỉnh Ninh Thuận thay cho người tiền nhiệm là bà Hoàng Thị Út Lan nghỉ hưu.

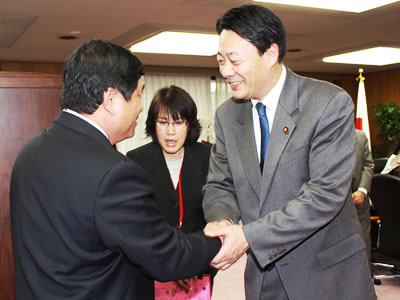
Nguyễn Chí Dũng gặp ông Kaieda Banri, tháng 3 năm 2011

Ông từng là đại biểu Hội đồng nhân dân tỉnh Ninh Thuận nhiệm kỳ 2004 – 2011. Tháng 9 năm 2010, ông được bầu làm Bí thư Tỉnh ủy. Ông từng là đại biểu Hội đồng nhân dân tỉnh Ninh Thuận nhiệm kỳ 2011 – 2016. Tháng 1 năm 2011, ông được bầu là Ủy viên Ban Chấp hành Trung ương Đảng Cộng sản Việt Nam khoá XI nhiệm kì 2011 – 2016. Tháng 6 năm 2011, ông được bầu làm Chủ tịch Hội đồng nhân dân tỉnh Ninh Thuận.

### Trở lại Bộ Kế hoạch và Đầu tư
Ngày 25 tháng 1 năm 2014, ông được Thủ tướng Nguyễn Tấn Dũng bổ nhiệm trở lại vị trí Thứ trưởng Bộ Kế hoạch và Đầu tư.
Ngày 08 tháng 4 năm 2016, ông được Thủ tướng Nguyễn Xuân Phúc đề cử Quốc hội Việt Nam phê chuẩn làm Bộ trưởng Bộ Kế hoạch và Đầu tư nhiệm kỳ 2011 – 2016, thay cho ông Bùi Quang Vinh.
Ngày 27 tháng 7 năm 2016: Tại kỳ họp thứ nhất Quốc hội khóa XIV, được Quốc hội phê chuẩn, Chủ tịch nước bổ nhiệm giữ chức Bộ trưởng Bộ Kế hoạch và Đầu tư nhiệm kỳ 2016 – 2021.
Ngày 28 tháng 7 năm 2021, tại kỳ họp thứ nhất ông được Quốc hội Việt Nam khóa XV bầu làm Bộ trưởng Bộ Kế hoạch và Đầu tư nhiệm kỳ 2021 - 2026 theo đề nghị của Thủ tướng Phạm Minh Chính.

### Phó Thủ tướng Chính phủ
Ngày 18 tháng 2 năm 2025, tại kỳ họp bất thường thứ 9, Quốc hội đã thông qua các nghị quyết về cơ cấu tổ chức, số lượng thành viên Chính phủ nhiệm kỳ 2021 - 2026. Theo đó, Quốc hội đã phê chuẩn các ông Nguyễn Chí Dũng, nguyên Bộ trưởng KH-ĐT và ông Mai Văn Chính, nguyên Trưởng ban Dân vận T.Ư, giữ chức Phó thủ tướng Chính phủ nhiệm kỳ 2021 - 2026. Việc phê chuẩn bổ nhiệm các ông Nguyễn Chí Dũng, Mai Văn Chính làm Phó thủ tướng được Quốc hội quyết định bằng bỏ phiếu kín và thông qua bằng một nghị quyết riêng.
Ngày 25 tháng 2 năm 2025, Thủ tướng Chính phủ Phạm Minh Chính ký Quyết định số 401/QĐ-TTg, phân công công tác của Thủ tướng và các Phó Thủ tướng Chính phủ, theo đó phân công cụ thể các cơ quan, lĩnh vực  Phó Thủ tướng Nguyễn Chí Dũng theo dõi, chỉ đạo: Bộ Khoa học và Công nghệ, Viện Hàn lâm Khoa học và Công nghệ Việt Nam, Viện Hàn lâm Khoa học xã hội Việt Nam.
Phó Thủ tướng Nguyễn Chí Dũng thay mặt Thủ tướng Chính phủ trực tiếp theo dõi, chỉ đạo các lĩnh vực công tác:
- Khoa học và công nghệ; đổi mới sáng tạo; chuyển đổi số.
- Phát triển các loại hình doanh nghiệp. Kinh tế tập thể, hợp tác xã.
- Đầu tư trực tiếp của nước ngoài (FDI), đầu tư của Việt Nam ra nước ngoài.
- Các nội dung liên quan đến công nghiệp bán dẫn, trí tuệ nhân tạo (AI)...
- Quy hoạch tổng thể quốc gia, quy hoạch vùng, quy hoạch tỉnh.
- Chấp thuận chủ trương đầu tư và chỉ đạo, kiểm tra, đôn đốc, xử lý phát sinh của các dự án đầu tư thuộc thẩm quyền theo lĩnh vực được phân công.

### Phó Thủ tướng Nguyễn Chí Dũng làm nhiệm vụ:
- Chủ tịch Hội đồng quy hoạch quốc gia;
- Trưởng Ban Chỉ đạo đổi mới, phát triển kinh tế tập thể, hợp tác xã;
- Phụ trách Ủy ban Liên Chính phủ Việt Nam - Lào;
- Chủ tịch các Hội đồng, Ủy ban quốc gia, Trưởng các Ban Chỉ đạo, Chủ tịch Hội đồng thẩm định các quy hoạch theo lĩnh vực liên quan và quy hoạch chung quốc gia, quy hoạch vùng, quy hoạch cấp tỉnh.
Phó Thủ tướng Nguyễn Chí Dũng giúp Thủ tướng Chính phủ theo dõi, chỉ đạo, điều hành việc thực hiện các nhiệm vụ, hoạt động của Tiểu ban Kinh tế - Xã hội trình Đại hội đại biểu toàn quốc lần thứ XIV của Đảng.
Phó Thủ tướng Nguyễn Chí Dũng giúp Thủ tướng Chính phủ phát triển hệ sinh thái đổi mới sáng tạo trên phạm vi cả nước và ở nước ngoài.
Phó Thủ tướng Nguyễn Chí Dũng thực hiện các công việc khác theo sự phân công, ủy nhiệm của Thủ tướng Chính phủ.

## Đại biểu Quốc hội
Ngày 22 tháng 5 năm 2016, Nguyễn Chí Dũng trúng cử Đại biểu Quốc hội Việt Nam khóa 14 tại đơn vị bầu cử số 2 tỉnh Quảng Trị gồm có thành phố Đông Hà, thị xã Quảng Trị và các huyện Triệu Phong, Hải Lăng, được 177.773 phiếu, đạt tỷ lệ 84,02% số phiếu hợp lệ.

#### Đề nghị giao đất 99 năm cho nhà đầu tư
Ngày 28 tháng 5 năm 2018, tại kì họp thứ 5 Quốc hội khóa 14, khi thảo luận về Dự thảo Luật đơn vị hành chính kinh tế đặc biệt Vân Đồn, Bắc Vân Phong, Phú Quốc, Nguyễn Chí Dũng đề nghị cho phép giữ nguyên quy định giao đất 99 năm cho nhà đầu tư dù có nhiều đại biểu phản đối ở nghị trường Quốc hội. Ông cho rằng đây là chính sách vượt trội mà một số nước đã thực hiện như đảo British Virgin Islands, UAE, Malaysia. Lúc này, Nguyễn Chí Dũng đang là Bộ trưởng Bộ Kế hoạch và Đầu tư Việt Nam, đơn vị chủ trì xây dựng dự án Luật Đơn vị hành chính kinh tế đặc biệt. 3 giờ sáng ngày 9 tháng 6 năm 2018, Chính phủ Việt Nam thông báo đã đề nghị Quốc hội Việt Nam lùi việc thông qua dự án luật này sang kì họp thứ 6 Quốc hội khóa 14.

## Cuộc sống cá nhân
Trong chuyến bay về Việt Nam ngày 02 tháng 3 năm 2020 cùng với Nhung (bệnh nhân thứ 17) và Thuấn (bệnh nhân thứ 21) trong khoang khách VIP, Nguyễn Chí Dũng được báo chí thông báo là xét nghiệm âm tính, nhưng ông vẫn chưa được đưa đi cách ly mà chỉ tự cách ly ở nhà. Những lãnh đạo tỉnh Nghệ An tiếp xúc với ông đã phải tự cách ly tại nhà.